# Municipio de Central (condado de Knox)
El municipio de Central (en inglés: Central Township) es un municipio ubicado en el condado de Knox en el estado estadounidense de Nebraska. En el año 2010 tenía una población de 105 habitantes y una densidad poblacional de 1,13 personas por km².

## Geografía
El municipio de Central se encuentra ubicado en las coordenadas 42°34′6″N 97°46′45″O / 42.56833, -97.77917. Según la Oficina del Censo de los Estados Unidos, el municipio tiene una superficie total de 93.08 km², de la cual 93,08 km² corresponden a tierra firme y (0 %) 0 km² es agua.

## Demografía
Según el censo de 2010, había 105 personas residiendo en el municipio de Central. La densidad de población era de 1,13 hab./km². De los 105 habitantes, el municipio de Central estaba compuesto por el 99,05 % blancos, el 0,95 % eran amerindios. Del total de la población el 0 % eran hispanos o latinos de cualquier raza.